# Izumo (miasto)
Izumo (jap. 出雲市 Izumo-shi) – miasto w Japonii, na wyspie Honsiu, w prefekturze Shimane.

## Położenie
Miasto leży w północno-wschodniej części prefektury nad Morzem Japońskim graniczy z miastami:
- Matsue
- Oda

## Historia
Izumo otrzymało prawa miejskie 3 listopada 1941 roku.

## Miasta partnerskie
- Chiny: Hanzhong
- Stany Zjednoczone: Santa Clara
- Finlandia: Kalajoki[1]
- Francja: Évian-les-Bains